# Stephanus Leurs
Stephanus Leurs (Stevensweert, 20 maart 1762 - Eindhoven, 16 januari 1816) is een voormalig burgemeester van de Nederlandse stad Eindhoven. 
Hij werd geboren als zoon van Gerardus Leurs en Anna Mechtildis Zuijlen. 
Hij was lid van de patriottische Vaderlandse Sociëteit "Concordia" in 1786 en 1787, luitenant van de burgermacht te Eindhoven in 1796, burgemeester aldaar van 1803 tot 1804, conseil municipal van 1811 tot 1813, raadslid van 1814 tot 1816 en koopman in 1810 en 1816.
Hij trouwde op 17 april 1785 in Eindhoven met Maria Theresia van Moorsel, gedoopt in Helmond op 1 februari 1754, dochter van de Eindhovense burgemeester Henricus van Moorsel en Petronella Bos, begraven op 20 juli 1793 in Eindhoven.